# Municipio de Douglass (Kansas)
El municipio de Douglass (en inglés: Douglass Township) es un municipio ubicado en el condado de Butler, en el estado estadounidense de Kansas. En el año 2010 tenía una población de 2171 habitantes y una densidad de 23,34 personas por km².

## Geografía
El municipio de Douglass se encuentra ubicado en las coordenadas 37°30′58″N 96°58′53″O / 37.51611, -96.98139. Según la Oficina del Censo de los Estados Unidos, el municipio tiene una superficie total de 93.02 km², de la cual 92,63 km² corresponden a tierra firme y (0,42 %) 0,39 km² es agua.

## Demografía
Según el censo de 2010, había 2171 personas residiendo en el municipio de Douglass. La densidad de población era de 23,34 hab./km². De los 2171 habitantes, el municipio de Douglass estaba compuesto por el 96,96 % blancos, el 0,32 % eran afroamericanos, el 0,88 % eran amerindios, el 0,41 % eran asiáticos y el 1,43 % eran de una mezcla de razas. Del total de la población el 1,98 % eran hispanos o latinos de cualquier raza.